# Arrondissement de Bagnères-de-Bigorre
L'arrondissement de Bagnères-de-Bigorre est une division administrative française, située dans le département des Hautes-Pyrénées et la région Occitanie.

## Composition

### Composition avant 2015
L'arrondissement était composé des 9 cantons suivants (découpage d'avant 2015) :
- Canton d'Arreau
- Canton de Bagnères-de-Bigorre
- Canton de la Barthe-de-Neste
- Canton de Bordères-Louron
- Canton de Campan
- Canton de Lannemezan
- Canton de Mauléon-Barousse
- Canton de Saint-Laurent-de-Neste
- Canton de Vielle-Aure

### Composition depuis 2017
Depuis 2015, le nombre de communes des arrondissements varie chaque année soit du fait du redécoupage cantonal de 2014 qui a conduit à l'ajustement de périmètres de certains arrondissements, soit à la suite de la création de communes nouvelles.
La composition de l'arrondissement est modifiée au 1er janvier 2017 par l'arrêté du 29 décembre 2016.
Le nombre de communes de l'arrondissement de Bagnères-de-Bigorre est ainsi de 160 en 2015, 159 en 2016, 171 en 2017 et 170 en 2019.
Au 1er janvier 2024, l'arrondissement groupe les 170 communes suivantes :
1. Adervielle-Pouchergues
2. Ancizan
3. Anères
4. Anla
5. Antichan
6. Antist
7. Aragnouet
8. Ardengost
9. Argelès-Bagnères
10. Arné
11. Arreau
12. Arrodets
13. Artiguemy
14. Aspin-Aure
15. Asque
16. Asté
17. Astugue
18. Aulon
19. Avajan
20. Aventignan
21. Aveux
22. Avezac-Prat-Lahitte
23. Azet
24. Bagnères-de-Bigorre
25. Banios
26. Bareilles
27. Barrancoueu
28. La Barthe-de-Neste
29. Batsère
30. Bazus-Aure
31. Bazus-Neste
32. Beaudéan
33. Benqué-Molère
34. Bertren
35. Bettes
36. Beyrède-Jumet-Camous
37. Bize
38. Bizous
39. Bonnemazon
40. Bonrepos
41. Bordères-Louron
42. Bourg-de-Bigorre
43. Bourisp
44. Bramevaque
45. Bulan
46. Cadéac
47. Cadeilhan-Trachère
48. Campan
49. Camparan
50. Campistrous
51. Cantaous
52. Capvern
53. Castelbajac
54. Castillon
55. Cazarilh
56. Cazaux-Debat
57. Cazaux-Fréchet-Anéran-Camors
58. Chelle-Spou
59. Cieutat
60. Clarens
61. Créchets
62. Ens
63. Esbareich
64. Escala
65. Esconnets
66. Escots
67. Esparros
68. Espèche
69. Espieilh
70. Estarvielle
71. Estensan
72. Ferrère
73. Fréchendets
74. Fréchet-Aure
75. Galan
76. Galez
77. Gaudent
78. Gazave
79. Gembrie
80. Générest
81. Génos
82. Gerde
83. Germ
84. Gouaux
85. Gourgue
86. Grailhen
87. Grézian
88. Guchan
89. Guchen
90. Hauban
91. Hautaget
92. Hèches
93. Hiis
94. Houeydets
95. Ilhet
96. Ilheu
97. Izaourt
98. Izaux
99. Jézeau
100. Labassère
101. Labastide
102. Laborde
103. Lagrange
104. Lançon
105. Lannemezan
106. Libaros
107. Lies
108. Lombrès
109. Lomné
110. Lortet
111. Loudenvielle
112. Loudervielle
113. Loures-Barousse
114. Lutilhous
115. Marsas
116. Mauléon-Barousse
117. Mauvezin
118. Mazères-de-Neste
119. Mazouau
120. Mérilheu
121. Mont
122. Montastruc
123. Montégut
124. Montgaillard
125. Montoussé
126. Montsérié
127. Nestier
128. Neuilh
129. Nistos
130. Ordizan
131. Orignac
132. Ourde
133. Pailhac
134. Péré
135. Pinas
136. Pouzac
137. Recurt
138. Réjaumont
139. Ris
140. Sabarros
141. Sacoué
142. Sailhan
143. Saint-Arroman
144. Saint-Lary-Soulan
145. Saint-Laurent-de-Neste
146. Sainte-Marie
147. Saint-Paul
148. Saléchan
149. Samuran
150. Sarlabous
151. Sarp
152. Sarrancolin
153. Seich
154. Sentous
155. Siradan
156. Sost
157. Tajan
158. Thèbe
159. Tibiran-Jaunac
160. Tilhouse
161. Tournous-Devant
162. Tramezaïgues
163. Trébons
164. Troubat
165. Tuzaguet
166. Uglas
167. Uzer
168. Vielle-Aure
169. Vielle-Louron
170. Vignec

## Démographie
En 2022, l'arrondissement comptait 48 361 habitants.
| 1968   | 1975   | 1982   | 1990   | 1999   | 2006   | 2011   | 2016   | 2021   |
| ------ | ------ | ------ | ------ | ------ | ------ | ------ | ------ | ------ |
| 51 060 | 48 940 | 47 099 | 45 982 | 44 896 | 45 961 | 46 495 | 48 866 | 48 213 |

| 2022   | - | - | - | - | - | - | - | - |
| ------ | - | - | - | - | - | - | - | - |
| 48 361 | - | - | - | - | - | - | - | - |